# Цветок (фильм, 2016)
«Цветок» (итал. Fiore) — художественный фильм 2016 года. Демонстрировался в рамках программы «Двухнедельник режиссёров» Каннского кинофестиваля 2016 года.

## Сюжет
В смешанной тюрьме для несовершеннолетних правонарушителей мальчики и девочки расселены по разным блокам. Они могут видеть друг друга, но не встречаться. Тем не менее молодая заключенная Дафна влюбляется в Джоша. Между ними возникают чувства. Их сближает сходство судеб.